# ℮-teken
Het ℮-teken (ook EEG-teken of geschat-symbool (Engels: estimated sign) genoemd) is een teken in de vorm van een gestileerde kleine letter e dat in Europa op voorverpakkingen gevonden kan worden voor het aanduiden van de hoeveelheid volgens een genormeerd systeem.
Het is wettelijk verplicht om op een voorverpakking de nominale hoeveelheid aan te geven. Het staat de verpakker vrij voorverpakkingen af te vullen volgens het systeem van het ℮-teken. Als dit systeem wordt gevolgd, heeft nominale hoeveelheid betrekking op de gemiddelde hoeveelheid product in de voorverpakking. Tevens moet de werkelijke hoeveelheid product in de voorverpakkingen goed en aantoonbaar worden beheerst, volgens een erkend systeem.
Als de nominale hoeveelheid zonder e-teken wordt vermeld, moet elke voorverpakking ten minste de hoeveelheid product bevatten die op het etiket staat en worden afwijkingen naar beneden niet getolereerd.

## Achtergrond
Het ℮-teken staat op verpakkingen van voorverpakte waren die zijn afgevuld in overeenstemming met de Europese Richtlijn 1976/211/EEG. In Nederland was deze Richtlijn geïmplementeerd in het Hoeveelheidsaanduidingenbesluit en is per 1 januari 2015 vervangen door het Warenwetbesluit hoeveelheden voorverpakkingen.
De reikwijdte van het Besluit beperkt zich tot voorverpakkingen met een vooraf bepaalde gedeclareerde hoeveelheid tussen 5 g of ml en 10 kg of l, die zijn afgevuld zonder dat de consument aanwezig was en waarvan de hoeveelheid product niet gewijzigd kan worden zonder de verpakking te openen of beschadigen.
Het symbool geeft aan dat:
- het gemiddelde van de werkelijke hoeveelheid product van de voorverpakkingen in een partij ten minste gelijk is aan de gedeclareerde hoeveelheid, en
- slechts een gering aantal voorverpakkingen een werkelijke hoeveelheid product bevat die lager is dan de gedeclareerde hoeveelheid minus de onnauwkeurigheid uit onderstaande tabel, en
- geen voorverpakking een werkelijke hoeveelheid product bevat die lager is dan de gedeclareerde hoeveelheid minus twee keer de onnauwkeurigheid uit onderstaande tabel

Toegestane onnauwkeurigheid:
| Aangeduide hoeveelheid (g of ml) | % fout | abs. fout |
| -------------------------------- | ------ | --------- |
| Van 5 tot 50                     | 9      |           |
| Van 50 tot 100                   |        | 4,5       |
| Van 100 tot 200                  | 4,5    |           |
| Van 200 tot 300                  |        | 9         |
| Van 300 tot 500                  | 3      |           |
| Van 500 tot 1000                 |        | 15        |
| Van 1000 t/m 10.000              | 1,5    |           |

Het ℮-teken mag worden gebruikt bij toepassing van een door de Nederlandse Voedsel- en Warenautoriteit erkend bedrijfscontrolesysteem, nadat er metrologisch advies over is uitgebracht door de in het Besluit bedoelde metrologische instantie (NMi Certin).
Het is verboden een teken dat op het ℮-teken lijkt of ermee verward kan worden op verpakkingen te gebruiken.
Het symbool is te vinden in Unicode onder U+212E, in HTML onder code &#8494;.

## Controle
Keuringsambtenaren van de Nederlandse Voedsel- en Warenautoriteit controleren door middel van een feitelijk onderzoek middels steekproeven van waren uit partijen genomen op het in de bovenstaande tabel aangegeven goedkeur- onderscheidenlijk afkeurcriterium. Consumenten die afwijkingen constateren kunnen daarvan aangifte doen via de website van de NVWA of via hun telefoonnummer 0900-0388 (de warenklachtenlijn).